# Objekt 140
Obiekt 140 nebo Objekt 140 byl prototyp středního tanku vyvinutý v letech 1953 až 1958 v Nižním Tagilu v Rusku jako náhrada za střední tank T-54 . Byly dokončeny dva prototypy, než byl projekt v roce 1958 zrušen ve prospěch projektu Objektu 430, z něhož se stal T-64 . Několik rysů designu objektu 140 by si našlo cestu do návrhů T-55 a T-62 .

## Historie
V době, kdy Morozov pracoval na svém tanku Objekt 430, byl mladý inženýr Leonid N. Karcev vedoucím konstrukční kanceláře OKB-520 továrny Uralvagonzavod (UVZ) v Nižném Tagilu. Byl zodpovědný za modernizaci hlavního bojového tanku T-54, respektive modelů T-54A (Objekt 137G) a T-54B (Objekt 137G2). Poté, co bylo upuštěno od modernizace T-54M (Objekt 139), začal se svým konstrukčním týmem pracovat na novém tanku nazvaném Objekt 140. Nový tank měl zavěšení se šesti lehkými silničními koly vyrobenými z hliníku. Věž byla odlita a vyzbrojena 100mm tankovým kanónem D-54TS s dvouplošným stabilizačním systémem Molnija. Tank nesl 50 nábojů. Hlavní konstruktér legendárního vznětového motoru V-2 Ivan Trašutin odmítl upravit motor na požadovanou specifikaci 580 koní, a tak se Karcev obrátil na hlavního konstruktéra motorárny Barnaul Jevgenije Artěmjeva. Závod vyráběl motory řady V pro zemědělské a jiné aplikace. Artěmjev návrh přijal a souhlasil s vývojem verze o výkonu 580 koní.
Po dokončení prvních prototypů byla hmotnost 36,5 t, což je o půl tuny více než konstrukční specifikace. Karcev se rozhodl váhu skutečně snížit, místo aby ji úpravami dokumentace zamaskoval (obvyklý postup v té době). K překonání tohoto problému byla, mimo jiných dalších drobných úprav, zavedena hliníková kola a hliníkový kryt motoru. Motor byl otočen ke dnu korby, řešení sice snížilo výšku motorového prostoru, ale vynutilo si další úpravy motoru a značně zkomplikovalo údržbu.
V roce 1957 Uralvagonzavod postavil dva prototypy Objektu 140, které byly krátce poté podrobeny zkouškám. Karcev ve svých pamětech vzpomínal, že během montáže a továrních zkoušek si stále více uvědomoval, že tank je příliš složitý, obtížně ovladatelný a těžko opravitelný. Po několika bezesných nocích se Karcev rozhodl sám napsat dopis ústřednímu výboru a požadovat zrušení projektu. K jeho překvapení byl jeho návrh na zrušení projektu přijat a za promrhání 16 milionů rublů z veřejných peněz na projekt nebyl ani potrestán.
I když stále cítil morální vinu ze svého selhání, začal pracovat na další modernizaci tanku T-54 nazvaném T-55 (Objekt 155), do které zahrnul jednu z klíčových inovací z tanku Objekt 140: horní palivové nádrže, které byly vybaveny držáky pro skladování munice. Tím se zvýšilo množství munice nesené tankem na 45 nábojů. Hliníková kola navržená pro Objekt 140 byla později použita pro tank T-72.